# فيكتور كالديرون
ڤيكتور كالديرون (الانجليزية؛ Victor Calderone)  (من مواليد 20 مارس 1967) في بروكلين، نيويورك، الولايات المتحدة) هو منتج موسيقى إلكترونية أمريكي، دي جي وريمكسر.

## السيرة الذاتية
نشأ في بنسون هورست من بروكلين، وبعد ذالك دخل  كالديرون إلى الحياة الليلية في مدينة نيويورك من قبل شقيقه الأكبر، سيزار، الذي كان نشطا جدا في مجال موسيقى النادي . بدأ كالديرون في التعمق في السديهات وغيرها من المعدات ذات الصلة بالدي جي في سن 15. بعد عقد من الزمان، في عام 1991، قطب الموسيقى وقع سيمور شتاين على كل من كالديرون وشريكه جين لافوس (تعاونا في عمل تقني قصير الأجل يسمى البرنامج 2) على صفقة عقد مع سجلات الأب.بعد وقت قصير من إصدار ألبومهم الأول، تم حل المجموعة وأخذ كالديرون منفا ذاتيا بعيدا عن صناعة الموسيقى.خلال الوقت الذي أخرج فيه نفسه من صناعة موسيقى النادي، عمل كالديرون في مجال المطاعم ولكن تم تشجيعه في نهاية المطاف على العمل في مشاريع جديدة بما في ذلك أول سجل منفرد له، "تخلى عنها".عاد كالديرون لاحقا إلى رقم 1 لمدة أسبوعين في عام 2001 مع "هل أنت راض؟"، يضم غناءديبورا كوبر.
مستوحاة من مشهد النادي المزدهر آنذاك في نيويورك، هبط كالديرون العربات في العديد من الأحداث الكبرى في المدينة. حصل كالديرون على إقامات فيروكسي في نيويورك والسائل فيشاطئ ميامي. ثم التقى وبدأ علاقة ناجحة معمادونا في عام 1998.أعجب برؤية كالديرون وأسلوبه المبتكر، تم تكليفه بإعادة مزج "فروزن"، أول أغنية منفردة تم إصدارها منهاألبوم راي أوف لايت.منذ عام 1998، قام بإعادة مزج أحد عشر أغنية فردية أخرى لمادونا:شعاع الضوء، السماء تناسب السماء، الجلد،غريب جميل،فطيرة أمريكية،موسيقى،لا تخبرني،كيف تشعر بالنسبة لفتاة،تموت في يوم آخر،هوليوود.
متابعة توصية مادونا،اختار ستينغ كالديرون لإعادة مزج أغنيته "وردةالصحراء،" الأغنية المنفردة الثانية من عام 1999ألبوم العلامة التجارية الجديدة.اللم يستأجر المغني البريطاني كالديرون فقط لإعادة مزج الأغنية المنفردة، وهو شيء لم يفعله من قبل مع موسيقاه، بل عاد إلى الاستوديو معه لإعادة تسجيل الغناء لتتناسب مع إيقاعات الأغنية المعاد مزجها الجديدة الموجهة نحو الرقص. قضت الأغنية 80 أسبوعا على مخطط بيلبورد للرقص بما في ذلك تسعة أسابيع متتالية في المركز الأول على مخطط مبيعات موسيقى الرقص الساخنة/ماكسي.إلى جانب عمله مع مادونا وستينغ، تشمل ائتماناته كريمكس عمل لفنانين مثلغلوريا إستيفان،بيونسيه نولز،ويتني هيوستن،جانيت جاكسون، وسارة برايتمان، من بين آخرين. كما تعاون مع منتجي موسيقى هاوس آخرين - بما في ذلكماك كويل وعلى الأخصبيتر راوهوفر، أول فائز بجائزة جرامي في فئة موسيقى الرقص. جهودهم المشتركة، والمعروفة باسمأصدر التعاون مجموعة شعبية متعددة الأقراص المدمجة والعديد من المسارات الفردية الناجحة.
بعد سلسلة طويلة من الألبومات والأغاني الفردية الناجحة، أنشأ كالديرون علامته التجارية تطور في عام 2005 كوسيلة لدمج إقاماته العديدة في جميع أنحاء العالم، بما في ذلك مونتريال وتل أبيب وبلغاريا، وإقامة شهرية في باشا في نيويورك. مع إقلاع العلامة التجارية تطور الآن على مستوى العالم، سرعان ما بدأ رواد النوادي في مساواة الكلمة بمجموعات تحفيز الفرح والمخاطرة التي تحطم الحدود الموسيقية واتفاقيات ما "يجب" أن تكون عليه مجموعة دي جي.

## الحياة الشخصية
يقيم كالديرون في مدينة نيويورك.

## وصلات خارجية
- فيكتور كالديرون على موقع IMDb (الإنجليزية)
- فيكتور كالديرون على موقع ميوزك برينز (الإنجليزية)
- فيكتور كالديرون على موقع ديسكوغز (الإنجليزية)
- فيكتور كالديرون على موقع قاعدة بيانات الفيلم (الإنجليزية)